# 焦橡
焦橡（Burnt Oak）是倫敦郊區的一個地區，位於巴內特倫敦自治市。焦橡首次被提及是在1754年。1924年，隨著倫敦地鐵北線焦橡站的開通，這裡的人口迅速增加。現在焦橡有眾多來自東歐的人口居住，主要是羅馬尼亞人和波蘭人。
1. ↑  Weinreb, Ben; Hibbert, Christopher; Keay, Julia; and Keay, John (2011). The London Encyclopaedia (3rd Edition) （页面存档备份，存于）, p. 116. Pan Macmillan. Retrieved 1 May 2014.